# Danièle Boni-Claverie
Danièle Boni-Claverie (sinh năm 1942) là một nhà báo và chính trị gia ở Bờ Biển Ngà. Bà phục vụ trong nội các của đất nước và là chủ tịch sáng lập của Liên minh Républicaine pour la démocratie.
Con gái của Alphonse Boni, bà được sinh ra ở Tiassalé. Bà làm việc như một nhà báo, trở thành tổng biên tập cho một tờ báo và sau đó là người đứng đầu Đài truyền hình Radiodiffusion Ivoirienne (RTI).
Trước đây là thành viên của Đảng Dân chủ bàte d'Ivoire, Boni-Claverie từng là Bộ trưởng Truyền thông trong chính phủ của Daniel Kablan Duncan từ năm 1993 đến 1999. Bà từng là Bộ trưởng Phụ nữ và Gia đình và Trẻ em trong chính phủ của Gilbert Aké từ 2010 đến 2011.
bà đã bị bắt vào tháng 10 năm 2016 sau khi tham gia một cuộc biểu tình để yêu cầu rút lại dự thảo hiến pháp mới của đất nước.